# Liste der Baudenkmale in Stemshorn
In der Liste der Baudenkmale in Stemshorn sind alle Baudenkmale der niedersächsischen Gemeinde Lemförde aufgelistet. Die Quelle der Baudenkmale ist der Denkmalatlas Niedersachsen. Der Stand der Liste ist der 28. November 2021.

## Allgemein
In den Spalten befinden sich folgende Informationen:
- Lage: die Adresse des Baudenkmales und die geographischen Koordinaten. Kartenansicht, um Koordinaten zu setzen. In der Kartenansicht sind Baudenkmale ohne Koordinaten mit einem roten Marker dargestellt und können in der Karte gesetzt werden. Baudenkmale ohne Bild sind mit einem blauen Marker gekennzeichnet, Baudenkmale mit Bild mit einem grünen Marker.
- Bezeichnung: Bezeichnung des Baudenkmales
- Beschreibung: die Beschreibung des Baudenkmales. Unter § 3 Abs. 2 NDSchG werden Einzeldenkmale und unter § 3 Abs. 3 NDSchG Gruppen baulicher Anlagen und deren Bestandteile ausgewiesen.
- ID: die Objekt-ID des Baudenkmales
- Bild: ein Bild des Baudenkmales, ggf. zusätzlich mit einem Link zu weiteren Fotos des Baudenkmals im Medienarchiv Wikimedia Commons. Wenn man auf das Kamerasymbol klickt, können Fotos zu Baudenkmalen aus dieser Liste hochgeladen werden:

## Stemshorn

### Einzelbaudenkmale
| Lage                                         | Bezeichnung | Beschreibung | ID       | Bild |
| -------------------------------------------- | ----------- | --- | -------- | ---- |
| B 51 (km 32,310) 52° 27′ 7″ N, 8° 19′ 20″ O  | Grenzstein  | Grenzstein zwischen dem ehem. Königreich Hannover (Amt Lemförde) und dem preußischen Kreis Minden von 1840/1841 | 34442358 | BW   |
| B 51 (km 31,550) 52° 27′ 18″ N, 8° 19′ 57″ O | Grenzstein  | Grenzstein zwischen dem ehem. Königreich Hannover (Amt Lemförde) und dem preußischen Kreis Minden von 1840/1841 | 34442381 | BW   |
| K 29 (km 1,870) 52° 26′ 46″ N, 8° 22′ 9″ O   | Grenzstein  | 1629 errichteter sog. Schwedenstein, der nach dem Nienburger Vertrag die Grenze zwischen dem Bistum Minden und dem Herzogtum Lüneburg abmarkte. Es handelt sich um einen plattenartigen Stein, der auf der Schauseite ein rundes Wappen im Relief trägt. | 34442334 | BW   |
| K 29 (km 2,000) 52° 26′ 42″ N, 8° 22′ 2″ O   | Grenzstein  | Quaderartiger Stein an der preußischen Provinzgrenze zwischen den Kreisen Diepholz und Lübbecke. | 34442404 | BW   |